# غريس تايلور (كاتبة)
غريس تايلور (بالإنجليزية: Grace Taylor)‏ هي كاتِبة وشاعرة نيوزيلندية، ولدت في 1984.